# Walter Brennan
Walter Andrew Brennan (Lynn, 25 luglio 1894 – Oxnard, 21 settembre 1974) è stato un attore statunitense.
Pur avendo sempre lavorato come caratterista, alcuni suoi ruoli segnano per sempre l'immaginario americano. Fu il primo attore a vincere un premio Oscar nella categoria migliore attore non protagonista nel 1937, anno in cui fu istituito il premio, e ottenne altre due volte il riconoscimento nel giro di soli cinque anni.

## Biografia
Nacque secondogenito da genitori di origine irlandese, William John Brennan, ingegnere e inventore, e Margaret Elizabeth Flanagan, dopo il fratello William Irvin e prima della sorella Helen Margaret. Prima di intraprendere la carriera di attore, il giovane Brennan cercò di seguire le orme paterne studiando ingegneria a una scuola preparatoria, la Rindge Technical School di Cambridge, ma a causa di una compagnia teatrale che aveva sede nella scuola iniziò a preferire la recitazione e a lavorare nel teatro del vaudeville.
Mentre prestava servizio in Europa durante la prima guerra mondiale, cadde vittima di avvelenamento da gas, che causò gravi danni alle sue corde vocali. Alla fine del conflitto si trasferì in Guatemala, dove si dedicò alla coltivazione degli ananas prima di fare ritorno negli Stati Uniti, stabilendosi a Los Angeles. Durante gli anni venti guadagnò una considerevole fortuna nell'ambito del mercato immobiliare, che però perse a causa di una serie di sfortunati investimenti. In gravi difficoltà finanziarie, Brennan fu costretto a lavorare nel cinema come stuntman e cominciò ad accettare piccoli ruoli in film comici. Tra il 1925 e il 1929 prese parte a 26 film, quasi sempre non accreditato. Dopo l'esordio del sonoro, è presente in altre novanta pellicole, ma mai nei titoli del cartellone.
Nel 1935 arrivò il ruolo di Bill Jenkins in Notte di nozze diretto da King Vidor: di qui in poi iniziò a vedere riconosciuto il suo talento, ottenendo ruoli sempre più impegnativi in diverse pellicole, quali La moglie di Frankenstein (1935) e La costa dei barbari (1935). Arrivò alla definitiva consacrazione con il film Ambizione (1936), diretto da Howard Hawks, nel quale interpretava il personaggio di Swan Bostrom, ruolo per il quale ottenne il primo Oscar al miglior attore non protagonista. Brennan fu nuovamente premiato nel 1939, per il personaggio di Peter Goodwin nel film Kentucky, e nel 1941 per la sua interpretazione del giudice Roy Bean nel film L'uomo del West di William Wyler, al fianco di Gary Cooper. L'anno successivo ottenne una candidatura per il film Il sergente York (1941), in cui interpretò il ruolo del simpatico e buontempone predicatore Rosier Pile.

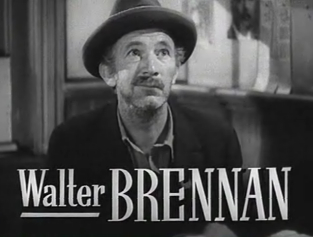
In Arriva John Doe (1941)

Durante la sua lunga carriera di attore caratterista, Brennan fu spesso chiamato a interpretare il personaggio che fa da spalla all'eroe protagonista, ruolo per il quale aveva un particolare talento. I personaggi da lui interpretati erano quasi sempre più vecchi della sua reale età, e ciò a causa di un incidente occorsogli nel 1932, nel quale riportò diversi danni fisici (come la perdita di numerosi denti) che resero il suo aspetto molto più anziano della sua età anagrafica.
Lo scenario nel quale tutti lo ricordano è quello del far west: in Il fiume rosso (1948) di Howard Hawks, grazie al proprio aspetto precocemente invecchiato, delineò il personaggio dell'anziano cowboy petulante, dinoccolato e chiacchierone che divenne un classico e che trovò la sua migliore rappresentazione nel film Un dollaro d'onore (1959), sempre di Hawks, in cui Brennan impersonò magistralmente il vecchio e sciancato aiuto-sceriffo Stumpy. Oltre che nel cinema, ripropose lo stesso ruolo anche in televisione interpretando Will Sonnett in ben cinquanta episodi della serie Il grande teatro del West.
Brennan interpretò il ruolo del 'cattivo' in tre sole occasioni: il giudice facile al capestro de L'uomo del West (1940), ruolo del suo terzo Oscar, lo spietato Old Man Clanton nel western classico Sfida infernale (1946) e il colonnello Jeb Hawkins ne La conquista del West (1962), gli ultimi due film con la regia di John Ford. 

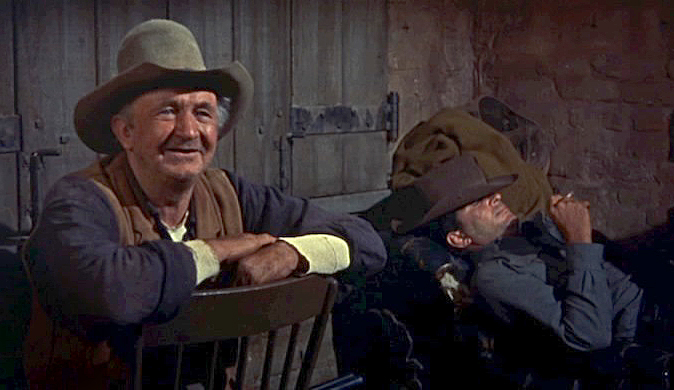
Brennan (a sinistra) con Dean Martin in Un dollaro d'onore (1959)

Negli anni cinquanta, Brennan continuò a lavorare intensamente nel cinema, principalmente nei western come Sabbie rosse (1951) di Raoul Walsh, ma anche in altre pellicole come L'amore più grande del mondo (1956) di R.G. Springsteen, Addio, lady (1956) di William A. Wellman. A partire dagli anni sessanta si dedicò soprattutto alle produzioni televisive, preferite poiché a differenza dei film davano un lavoro quotidiano più stabile, entrando a far parte del cast di serie come The Real McCoys al fianco di Richard Crenna e Madge Blake, The Tycoon e To Rome with Love, oltre al già citato Il grande teatro del West, del quale fu assoluto protagonista. Fece parte della Motion Picture Alliance for the Preservation of American Ideals, di ispirazione anticomunista.
Ritiratosi in California nel suo ranch a Moorpark, nella contea di Ventura, compì 80 anni giovedì 25 luglio 1974, ma a causa di un enfisema polmonare dovette essere ricoverato lo stesso giorno al Saint John's Hospital di Oxnard, dove, circondato dalla famiglia, morì sabato 21 settembre. È sepolto nel San Fernando Mission Cemetery di Los Angeles. L'ultimo film interpretato, Smoke in the Wind, per la regia di Joseph Kane, uscì postumo nel 1975.

## Filmografia

### Cinema
- Webs of Steel, regia di J.P. McGowan (1925) – NA[3]
- Lorraine of the Lions, regia di Edward Sedgwick (1925) – NA
- The Calgary Stampede, regia di Herbert Blaché (1925) – NA
- Watch Your Wife, regia di Svend Gade (1926)
- The Ice Flood, regia di George B. Seitz (1926) – NA
- Spangles, regia di Frank O'Connor (1926) – NA
- The Collegians, regia di Wesley Ruggles (1926) – Cortometraggio, NA
- Flashing Oars, regia di Wesley Ruggles (1927) – Cortometraggio, NA
- Sensation Seekers, regia di Lois Weber (1927) – NA
- Tearin' Into Trouble, regia di Richard Thorpe (1927)
- The Ridin' Rowdy, regia di Richard Thorpe (1927)
- Alias the Deacon, regia di Edward Sloman (1927) – NA
- Blake of Scotland Yard, regia di Robert F. Hill (1927) – NA
- Hot Heels, regia di William James Craft (1927) – NA
- The Ballyhoo Buster, regia di Richard Thorpe (1928)
- The Racket, regia di Lewis Milestone (1928) – NA
- The Michigan Kid, regia di Irvin Willat (1928) – NA
- Silks and Saddles, regia di Robert F. Hill (1929) – NA
- The Cohens and Kellys in Atlantic City, regia di William James Craft (1929) – NA
- Smilin' Guns, regia di Henry MacRae (1929)
- The Lariat Kid, regia di B. Reeves Eason (1929)
- His Lucky Day, regia di Edward F. Cline (1929) – NA
- Flying High, regia di Ben Holmes (1929) – Cortometraggio, NA
- Diavoli volanti (Flight), regia di Frank Capra (1929) – NA
- One Hysterical Night, regia di William James Craft (1929)
- Erik il grande (The Last Performance), regia di Pál Fejös (1929) – NA
- The Long, Long Trail, regia di Arthur Rosson (1929)
- The Shannons of Broadway, regia di Emmett J. Flynn (1929)
- Dames Ahoy, regia di William James Craft (1930) – NA
- La fanciulla di Saint Cloud (Captain of the Guard), regia di John S. Robertson (1930) – NA
- Il re del jazz (King of Jazz), regia di John Murray Anderson (1930)
- Little Accident, regia di William James Craft (1930) – NA
- Parlez Vous, regia di Albert Ray (1930) – Cortometraggio, NA
- See America Thirst, regia di William James Craft (1930) – NA
- Ooh La-La, regia di Harry Edwards (1930) – Cortometraggio, NA
- Hello Russia, regia di Harry Edwards (1931) – Cortometraggio, NA
- Many a Slip, regia di Vin Moore (1931) – NA
- Heroes of the Flames, regia di Robert F. Hill (1931) – NA
- Honeymoon Lane, regia di William James Craft (1931)
- Dancing Dynamite, regia di Noel M. Smith (1931)
- Grief Street, regia di Richard Thorpe (1931)
- Is There Justice?, regia di Stuart Paton (1931)
- Neck and Neck, regia di Richard Thorpe (1931)
- Scratch-As-Catch-Can, regia di Mark Sandrich (1931) – Cortometraggio
- La sposa nella tempesta (A House Divided), regia di William Wyler (1931) – NA
- The Unexpected Father, regia di Thornton Freeland (1932) – NA
- Law and Order, regia di Edward L. Cahn (1932) – NA
- Texas Cyclone, regia di D. Ross Lederman (1932)
- The Impatient Maiden, regia di James Whale (1932) – NA
- The Airmail Mystery, regia di Ray Taylor (1932)
- L'ultimo scandalo (Scandal for Sale), regia di Russell Mack (1932) – NA
- Miss Pinkerton, regia di Lloyd Bacon (1932) – NA
- Two-Fisted Law, regia di D. Ross Lederman (1932)
- Hello Trouble, regia di Lambert Hillyer (1932) – NA
- Speed Madness, regia di George Crone (1932)
- Cornered, regia di B. Reeves Eason (1932) – NA
- The Iceman's Ball, regia di Mark Sandrich (1932) – Cortometraggio
- Fighting for Justice, regia di Otto Brower (1932) – NA
- The Fourth Horseman, regia di Hamilton MacFadden (1932) – NA
- The All-American, regia di Russell Mack (1932) – NA
- Once in a Lifetime, regia di Russell Mack (1932) – NA
- Strange Justice, regia di Victor Schertzinger (1932) – NA
- Women Won't Tell, regia di Richard Thorpe (1932) – NA
- Afraid to Talk, regia di Edward L. Cahn (1932) – NA
- Manhattan Tower, regia di Frank R. Strayer (1932) – NA
- Sensation Hunters, regia di Charles Vidor (1933)
- Man of Action, regia di George Melford (1933)
- Uomini nello spazio (Parachute Jumper), regia di Alfred E. Green (1933) – NA
- Goldie Gets Along, regia di Malcolm St. Clair (1933) – NA
- Girl Missing, regia di Robert Florey (1933) – NA
- Mani in alto! (The Rustler's Roundup), regia di Henry MacRae (1933) – NA
- The Cohens and Kellys in Trouble, regia di George Stevens (1933) – NA
- Lucky Dog, regia di Zion Myers (1933)
- La grande gabbia (The Big Cage), regia di Kurt Neumann (1933) – NA
- Lilly Turner, regia di William A. Wellman (1933) – Scene eliminate
- The Phantom of the Air, regia di Ray Taylor (1933) – NA
- Strange People, regia di Richard Thorpe (1933)
- Meet the Champ, regia di Del Lord (1933)
- Sing Sinner Sing, regia di Howard Christie (1933)
- One Year Later, regia di E. Mason Hopper (1933) – NA
- Sailors Beware!, regia di Del Lord (1933) – Cortometraggio
- Golden Harvest, regia di Ralph Murphy (1933) – NA
- Ladies Must Love, regia di Ewald André Dupont (1933) – NA
- Saturday's Millions, regia di Edward Sedgwick (1933) – NA
- Curtain at Eight, regia di E. Mason Hopper (1933) – NA
- My Woman, regia di Victor Schertzinger (1933) – NA
- L'uomo invisibile (The Invisible Man), regia di James Whale (1933) – NA
- King for a Night, regia di Kurt Neumann (1933) – NA
- Amanti fuggitivi (Fugitive Lovers), regia di Richard Boleslawski (1934) – NA
- Cross Country Cruise, regia di Edward Buzzell (1934) – NA
- Beloved, regia di Victor Schertzinger (1934)
- You Can't Buy Everything, regia di Charles Reisner (1934) – NA
- Paradise Valley, regia di James P. Hogan (1934)
- Radio Dough, regia di Al Boasberg (1934) – Cortometraggio, NA
- The Poor Rich, regia di Edward Sedgwick (1934) – NA
- The Crosby Case, regia di Edwin L. Marin (1934) – NA
- Il paradiso delle stelle (George White's Scandals), regia di Thornton Freeland, Harry Lachman e George White (1934) – NA
- Good Dame, regia di Marion Gering (1934) – NA
- Quando una donna ama (Riptide), regia di Edmund Goulding (1934) – NA
- Uncertain Lady, regia di Karl Freund (1934) – NA
- Edizione straordinaria (I'll Tell the World), regia di Edward Sedgwick (1934) – NA
- Fishing for Trouble, regia di Sam White (1934) – Cortometraggio
- Woman Haters, regia di Archie Gottler (1934) – Cortometraggio, NA
- Half a Sinner, regia di Kurt Neumann (1934)
- La donna nell'ombra (The Life of Vergie Winters), regia di Alfred Santell (1934) – NA
- Il mistero del vagone letto (Murder in the Private Car), regia di Harry Beaumont (1934) – NA
- Vigliaccheria (Whom the Gods Destroy), regia di Walter Lang (1934) – NA
- Gentlemen of Polish, regia di Alfred J. Goulding (1934) – Cortometraggio, NA
- Death on the Diamond, regia di Edward Sedgwick (1934) – NA
- Il forzato (Great Expectations), regia di Stuart Walker (1934) – NA
- Gridiron Flash, regia di Glenn Tryon (1934) – NA
- Tailspin Tommy, regia di Lew Landers (1934) – NA
- There's Always Tomorrow, regia di Edward Sloman (1934) – NA
- Cheating Cheaters, regia di Richard Thorpe (1934) – NA
- The Prescott Kid, regia di David Selman (1934)
- Il velo dipinto (The Painted Veil), regia di Richard Boleslawski (1934) – Scene cancellate
- Biography of a Bachelor Girl, regia di Edward H. Griffith (1935) – NA
- Helldorado, regia di James Cruze (1935) – NA
- Brick-a-Brac, regia di Sam White (1935) – Cortometraggio
- Northern Frontier, regia di Sam Newfield (1935)
- Mystery of Edwin Drood, regia di Stuart Walker (1935) – NA
- Law Beyond the Rang, regia di Ford Beebe (1935)
- Restless Knights, regia di Charles Lamont (1935) – Cortometraggio, NA
- Hunger Pains, regia di George Stevens (1935) – Cortometraggio
- Notte di nozze (The Wedding Night), regia di King Vidor (1935)
- Aquile (West Point of the Air), regia di Richard Rosson (1935) – NA
- La moglie di Frankenstein (The Bride of Frankenstein), regia di James Whale (1935) – NA
- Party Wire, regia di Erle C. Kenton (1935) – NA
- Spring Tonic, regia di Clyde Bruckman (1935) – NA
- Lady Tubbs, regia di Alan Crosland (1935) – NA
- Man on the Flying Trapeze, regia di Clyde Bruckman (1935)
- Welcome Home, regia di James Tinling (1935) – NA
- The Perfect Tribute, regia di Edward Sloman (1935) – Cortometraggio, NA
- Primo amore (Alice Adams), regia di George Stevens (1935) – Scene cancellate
- We're in the Money, regia di Ray Enright (1935) – NA
- Il domatore di donne (She Couldn't Take It), regia di Tay Garnett (1935) – NA
- La costa dei barbari (Barbary Coast), regia di Howard Hawks (1935)
- Il re dell'Opera (Metropolitan), regia di Richard Boleslawski (1935) – NA
- Seven Keys to Baldpate, regia di William Hamilton e Edward Killy (1935)
- I tre padrini (Three Godfathers), regia di Richard Boleslawski (1936)
- La calunnia (These Three), regia di William Wyler (1936)
- Nel mondo della Luna (The Moon's Our Home), regia di William A. Seiter (1936)
- Furia (Fury), regia di Fritz Lang (1936)
- Ambizione (Come and Get It), regia di Howard Hawks, William Wyler e Richard Rosson (1936)
- La canzone del fiume (Banjo on My Knee), regia di John Cromwell (1936)
- La camera della morte (She's Dangerous), regia di Milton Carruth e Lewis R. Foster (1937)
- When Love Is Young, regia di Hal Mohr (1937)
- Affairs of Cappy Ricks, regia di Ralph Staub (1937)
- Wild and Woolly, regia di Alfred L. Werker (1937)
- I filibustieri (The Buccaneer), regia di Cecil B. DeMille (1938)
- Le avventure di Tom Sawyer (The Adventures of Tom Sawyer), regia di Norman Taurog (1938)
- Mother Carey's Chickens, regia di Rowland V. Lee (1938)
- The Texans, regia di James P. Hogan (1938)
- La dama e il cowboy (The Cowboy and the Lady), regia di H.C. Potter (1938)
- Kentucky, regia di David Butler (1938)
- La vita di Vernon e Irene Castle (The Story of Vernon and Irene Castle), regia di H.C. Potter (1939)
- Armonie di gioventù (They Shall Have Music), regia di Archie Mayo (1939)
- L'esploratore scomparso (Stanley and Livingstone), regia di Henry King e Otto Brower (1939)
- Joe and Ethel Turp Call on the President, regia di Robert B. Sinclair (1939)
- Passaggio a Nord-Ovest (Northwest Passage), regia di King Vidor (1940)
- Maryland, regia di Henry King (1940)
- L'uomo del West (The Westerner), regia di William Wyler (1940)
- Una ragazza per bene (Nice Girl?), regia di William A. Seiter (1941)
- Arriva John Doe (Meet John Doe), regia di Frank Capra (1941)
- Il sergente York (Sergeant York), regia di Howard Hawks (1941)
- L'ultimo duello (This Woman Is Mine), regia di Frank Lloyd (1941)
- La palude della morte (Swamp Water), regia di Jean Renoir (1941)
- Rise and Shine, regia di Allan Dwan (1941)
- L'idolo delle folle (The Pride of the Yankees), regia di Sam Wood (1942)
- Forzate il blocco (Stand by for Action), regia di Robert Z. Leonard (1942)
- Anche i boia muoiono (Hangmen Also Die!), regia di Fritz Lang (1943)
- La fortuna è bionda (Slightly Dangerous), regia di Wesley Ruggles (1943)
- The Last Will and Testament of Tom Smith, regia di Harold S. Bucquet (1943) – Cortometraggio
- Fuoco a oriente (The North Star), regia di Lewis Milestone (1943)
- Due donne e un purosangue (Home in Indiana), regia di Henry Hathaway (1944)
- Acque del sud (To Have and Have Not), regia di Howard Hawks (1944)
- Il pirata e la principessa (The Princess and the Pirate), regia di David Butler (1944)
- Dakota, regia di Joseph Kane (1945)
- L'anima e il volto (A Stolen Life), regia di Curtis Bernhardt (1946)
- Bellezze rivali (Centennial Summer), regia di Otto Preminger (1946)
- Sfida infernale (My Darling Clementine), regia di John Ford (1946)
- Una luce nell'ombra (Nobody Lives Forever), regia di Jean Negulesco (1946)
- Fiore selvaggio (Driftwood), regia di Allan Dwan (1947)
- Scudda Hoo! Scudda Hay!, regia di Frederick Hugh Herbert (1948)
- Il fiume rosso (Red River), regia di Howard Hawks e Arthur Rosson (1948)
- Sangue sulla luna (Blood on the Moon), regia di Robert Wise (1948)
- The Green Promise, regia di William D. Russell (1949)
- Il grande agguato (Brimstone), regia di Joseph Kane (1949)
- Aquile dal mare (Task Force), regia di Delmer Daves (1949)
- L'amante del bandito (Singing Guns), regia di R.G. Springsteen (1950)
- La figlia dello sceriffo (A Ticket to Tomahawk), regia di Richard Sale (1950)
- Colpo di scena a Cactus Creek (Curtain Call at Cactus Creek), regia di Charles Lamont (1950)
- The Showdown, regia di Dorrell e Stuart E. McGowan (1950)
- Il diavolo nella carne (Surrender), regia di Allan Dwan (1950)
- Sabbie rosse (Along the Great Divide), regia di Raoul Walsh (1951)
- Il magnifico fuorilegge (Best of the Badmen), regia di William D. Russell (1951)
- Nagasaki (The Wild Blue Yonder), regia di Allan Dwan (1951)
- Il figlio del Texas (Return of the Texan), regia di Delmer Daves (1952)
- Prigionieri della palude (Lure of the Wilderness), regia di Jean Negulesco (1952)
- Il mare dei vascelli perduti (Sea of Lost Ships), regia di Joseph Kane (1953)
- Al di là del fiume (Drums Across the River), regia di Nathan Juran (1954)
- Terra lontana (The Far Country), regia di Anthony Mann (1954)
- I desperados della frontiera (Four Guns to the Border), regia di Richard Carlson (1954)
- Giorno maledetto (Bad Day at Black Rock), regia di John Sturges (1955)
- Gunpoint: terra che scotta (At Gunpoint), regia di Alfred L. Werker (1955)
- Man on a Bus, regia di Joseph H. Lewis (1955) – Cortometraggio
- Glory, regia di David Butler (1956)
- L'amore più grande del mondo (Come Next Spring), regia di R.G. Springsteen (1956)
- Addio, lady (Good-bye, My Lady), regia di William A. Wellman (1956)
- La grande sfida (The Proud Ones), regia di Robert D. Webb (1956)
- La strada dell'oro (The Way to the Gold), regia di Robert D. Webb (1957)
- Tammy fiore selvaggio (Tammy and the Bachelor), regia di Joseph Pevney (1957)
- God Is My Partner, regia di William F. Claxton (1957)
- Un dollaro d'onore (Rio Bravo), regia di Howard Hawks (1959)
- La bibbia e la pistola (Shootout at Big Sag), regia di Roger Kay (1962)
- La conquista del West (How the West Was Won), regia di John Ford, Henry Hathaway e George Marshall (1962)
- I cacciatori del lago d'argento (Those Calloways), regia di Norman Tokar (1965)
- Tramonto di un idolo (The Oscar), regia di Russell Rouse (1966)
- La gnomo mobile (The Gnome-Mobile), regia di Robert Stevenson (1967)
- 8 falsari, una ragazza e... un cane onesto (Who's Minding the Mint?), regia di Howard Morris (1967)
- Una pazza banda di famiglia (The One and Only, Genuine, Original Family Band), regia di Michael O'Herlihy (1968)
- Il dito più veloce del West (Support Your Local Sheriff!), regia di Burt Kennedy (1969)
- Smoke in the Wind, regia di Joseph Kane (1975)

### Televisione
- Screen Directors Playhouse – serie TV, episodio 1x08 (1955)
- Schlitz Playhouse of Stars – Episodi Lucky Thirteen-Mr. Ears-The Happy Sun (1953-1956)
- Ethel Barrymore Theatre – serie TV, episodio The Gentle Years (1956)
- Cavalcade of America – serie TV, episodio Woman's Work (1956)
- The Ford Television Theatre – serie TV, episodio Duffy's Man (1956)
- I racconti del West (Dick Powell's Zane Grey Theater) – serie TV, episodi Vengeance Canyon-Ride a Lonely Trail (1956-1957)
- Colgate Theatre – serie TV, episodio Mr. Tutt (1958)
- The Real McCoys – serie TV, stagioni 1-6 (1957-1963)
- The Tycoon – serie TV, stagioni 1-2 (1964-1965)
- Horatio Alger Jones, regia di Don Taylor (1966) – cortometraggio
- Il grande teatro del West (The Guns of Will Sonnett) – serie TV, stagioni 1-2 (1967-1969)
- The Red Skelton Show – serie TV, episodi 19x02 (1969), There's One Thing Money Won't Buy and Someday We'll Find Out What It Is (1969) e Bad Guys and Good Girls (1970)
- The Over-the-Hill Gang, regia di Jean Yarbrough – film TV (1969)
- The Young Country, regia di Roy Huggins – film TV (1970)
- The Over-the-Hill Gang Rides Again, regia di George McCowan – film TV (1970)
- The Tim Conway Comedy Hour – serie TV, episodio 1x13 (1970)
- To Rome with Love – serie TV, 17 episodi (1970-1971)
- Due onesti fuorilegge (Alias Smith and Jones) – serie TV, episodi The Day They Hanged Kid Curry-21 Days to Tenstrike-Don't Get Mad, Get Even (1971-1972)
- Two for the Money, regia di Bernard L. Kowalski – film TV (1972)
- Natale con i tuoi (Home for the Holidays), regia di John Llewellyn Moxey – film TV (1972)

## Doppiatori italiani
- Lauro Gazzolo ne Le avventure di Tom Sawyer, Armonie di gioventù, Passaggio a Nord-Ovest, Una ragazza per bene, Arriva John Doe, Il sergente York (1º ridoppiaggio), L'idolo delle folle, Forzate il blocco, Anche i boia muoiono, La fortuna è bionda, Due donne e un purosangue, Dakota, Sfida infernale, Il fiume rosso, Il grande agguato, La figlia dello sceriffo, Il diavolo nella carne, Il figlio del Texas, Prigionieri della palude, Terra lontana, I desperados della frontiera, Giorno maledetto, La strada dell'oro, Un dollaro d'onore, La conquista del West
- Amilcare Pettinelli in Una luce nell'ombra, Fiore selvaggio, Aquile dal mare, Il mare dei vascelli perduti, Al di là del fiume, Tammy fiore selvaggio
- Corrado Racca in Ambizione, L'uomo del West, Sangue sulla luna
- Olinto Cristina in Bellezze rivali, Colpo di scena a Cactus Creek, La grande sfida
- Nino Camarda ne I filibustieri, L'anima e il volto
- Stefano Sibaldi ne La costa dei barbari (ridoppiaggio), L'idolo delle folle (ridoppiaggio)
- Mario Milita ne La calunnia (ridoppiaggio), Il magnifico fuorilegge (ridoppiaggio)
- Aldo Silvani in Sabbie rosse
- Mario Besesti in Addio, lady
- Giorgio Capecchi ne I cacciatori del lago d'argento
- Sandro Tuminelli in Ambizione (ridoppiaggio)
- Elio Pandolfi ne La vita di Vernon e Irene Castle (ridoppiaggio)
- Corrado Gaipa ne L'uomo del West (ridoppiaggio)
- Michele Kalamera ne Il sergente York (2º ridoppiaggio)
- Manlio Guardabassi in Fuoco a oriente (ridoppiaggio)
- Oreste Lionello in Acque del sud (ridoppiaggio)
- Sergio Di Giulio ne Il pirata e la principessa (ridoppiaggio)
- Carlo Valli in Terra lontana (ridoppiaggio)
- Pino Locchi ne La gnomomobile (D.J. Mulrooney, doppiaggio tardivo)
- Gianfranco Bellini ne La gnomomobile (Knobby, doppiaggio tardivo)
- Luca Ernesto Mellina ne Il grande teatro del West (doppiaggio tardivo)

## Riconoscimenti
- Premio Oscar
  - 1937 – Miglior attore non protagonista per Ambizione
  - 1939 – Miglior attore non protagonista per Kentucky
  - 1941 – Miglior attore non protagonista per L'uomo del West
  - 1942 – Candidatura al miglior attore non protagonista per Il sergente York

- Primetime Emmy Awards
  - 1959 – Candidatura al miglior attore in una serie comica per The Real McCoys